# Boa Vista das Missões
Boa Vista das Missões este un oraș în Rio Grande do Sul (RS), Brazilia.